# Shawnee, Wyoming
Shawnee är en mindre ort i Converse County i östra delen av den amerikanska delstaten Wyoming.
Orten ligger vid U.S. Route 18/20 och Union Pacifics järnvägslinje, omkring 35 kilometer öster om countyts huvudort Douglas, Wyoming.

## Historia
Ortens postkontor öppnades 1887 och var i drift fram till 2007. Namnet togs från vattendraget Shawnee Creek. 

## Utbildning
Shawnee har en skola som tillhör Converse Countys första skoldistrikt, med undervisning i årskurserna F-8.